# David Frost (journalist)
David Paradine Frost (Tenterden, 7 april 1939 – Queen Elizabeth, 31 augustus 2013) was een Brits journalist, satiricus, schrijver en televisiepresentator.

## Biografie
Frost was de zoon van een methodistische dominee. Hij studeerde aan Gonville and Caius College van de Universiteit van Cambridge. Hij sloeg daarvoor een aanbod om onder contract te gaan spelen bij voetbalclub Nottingham Forest af. Tijdens zijn studie was hij actief in verscheidene universiteitsbladen. Na zijn afstuderen werkte hij bij enkele lokale televisieomroepen en schreef daarnaast zijn eigen cabaretprogramma's.
In 1962 en 1963 was hij een van de schrijvers en de presentator van het satirische BBC-programma That Was The Week That Was (ook bekend als TW3). Dit programma zou van 1963 tot en met 1966 in Nederland worden gemaakt als Zo is het toevallig ook nog eens een keer. Na TW3 presenteerde Frost andere satirische programma's op de Britse televisie. Tijdens de maanlanding op 20 juli 1969 presenteerde Frost een twaalf uur durend marathonprogramma: David Frost's Moon Party.
Daarnaast begon Frost een aantal interviewprogramma's, vooral op het terrein van de politiek. Hij is de enige Britse journalist die alle acht Britse ministers-presidenten sinds 1964 en alle zeven Amerikaanse presidenten van Richard Nixon tot en met George W. Bush heeft geïnterviewd. Hij interviewde ook persoonlijkheden als sopraan Maria Callas.
Frost verwierf grote faam met de interviews die hij in 1977 had met Nixon. Hij regelde en betaalde zelf de opnamen van twaalf interviews met de voormalige president van de Verenigde Staten. De voorbereidingen kostten hem twee miljoen dollar, waarvan 600.000 dollar voor Nixon. In totaal interviewde hij Nixon 28 uur en 45 minuten, die hij bewerkte tot vier afleveringen van negentig minuten. Opmerkelijk waren de uitspraken van Nixon. Zo antwoordde hij op de vraag of hij ooit iets illegaals had gedaan: "Als de president iets doet, is het niet illegaal" en gaf hij voor het eerst toe dat hij het Amerikaanse volk in de steek had gelaten.
Peter Morgan schreef er een toneelstuk over dat in Londens West End werd opgevoerd onder de naam Frost/Nixon. In 2008 werd er een speelfilm van gemaakt, eveneens onder de titel Frost/Nixon, met Michael Sheen als Frost en Frank Langella in de rol van Nixon. De film werd geregisseerd door Ron Howard en werd genomineerd voor vijf Golden Globes en evenveel Oscars.
Vanaf 1987 presenteerde Frost jarenlang het televisieprogramma Through the Keyhole, waarbij een panel aan de hand van het interieur moest raden wie de bewoner van een bepaald huis was.
Frost werd in 1994 geridderd door de Britse koningin, waardoor hij gerechtigd werd de titel sir te dragen en in 2005 werd hij fellow van de British Academy of Film and Television Arts. Tussen 1993 en 2005 presenteerde hij wekelijks - op zondag - het politieke discussieprogramma Breakfast with Frost. Vanaf 2006 presenteerde hij een actualiteitenprogramma op de Engelstalige versie van Al Jazeera, eerst onder de titel Frost Over the World en vanaf 2012 als The Frost Interview.
Hij overleed op 31 augustus 2013 aan een hartaanval aan boord van het cruiseschip Queen Elizabeth. De avond tevoren had hij aan boord nog een toespraak gehouden. Het schip was onderweg voor een tiendaagse cruise van Southhampton, eindigend in Rome. Uit een autopsie bleek dat Frost hypertrofische cardiomyopathie had. Frosts zoon Miles stierf in 2015 op 31-jarige leeftijd aan dezelfde aandoening.

## Wetenswaardigheden
- Naar de vierde aflevering van zijn tv-interviews met Richard Nixon keken 45 miljoen mensen, destijds een record voor een interview met een (voormalige) politicus.
- Frost had een eigen productiebedrijf, David Paradine Productions.
- De Britse prinses Diana was de meter van zijn jongste zoon.